# Faith Cherotich
Faith Cherotich (13 de julio de 2004) es una deportista keniana que compite en atletismo, especialista en las carreras de obstáculos.
Participó en los Juegos Olímpicos de París 2024, obteniendo una medalla de bronce en la prueba de 3000 m obstáculos. Ganó una medalla de bronce en el Campeonato Mundial de Atletismo de 2023, en la misma prueba.

## Palmarés internacional
| Juegos Olímpicos   | Juegos Olímpicos   | Juegos Olímpicos  | Juegos Olímpicos  |
| Año                | Lugar              | Medalla           | Prueba            |
| ------------------ | ------------------ | ----------------- | ----------------- |
| 2024               | París (Francia)    | Medalla de bronce | 3000 m obstáculos |
| Campeonato Mundial |                    |                   |                   |
| Año                | Lugar              | Medalla           | Prueba            |
| 2023               | Budapest (Hungría) | Medalla de bronce | 3000 m obstáculos |